# 브라운 아이드 소울
브라운 아이드 소울(Brown Eyed Soul)은 남자 4명으로 구성된 대한민국의 리듬 앤 블루스, 소울 음악 그룹이다. 2003년 9월 17일 정규 1집 앨범 《Soul Free》로 데뷔하였다. 2010년 11월 25일 3집 《Brown Eyed Soul》을 발매하였다.

## 구성원
| 정엽 - 보컬 & 리더 - 본명 : 안정엽 - 출생 : 1977년 2월 25일(48세) 나얼 - 보컬 - 본명 : 유나얼 - 출생 : 1978년 9월 23일(46세) | 영준 - 보컬 - 본명 : 고영준 - 출생 : 1978년 12월 28일(46세) 성훈 - 보컬 - 본명 : 성훈 - 출생 : 1981년 8월 29일(43세) |

## 음반 목록

### 정규 앨범
- 2003년 1집 Soul Free : #01
- 2007년 2집 The Wind, The Sea, The Rain
- 2010년 3집 Brown Eyed Soul
- 2014년 4집 Thank Your Soul-Side A
- 2015년 4집 SOUL COOKE
- 2019년 5집 It' Soul Right <하프앨범>

### 라이브 앨범
- 2008년 Brown Eyed Soul Christmas Concert Live 2007 (음원 및 DVD 동시 발매)
- 2011년 Soul Fever

### 싱글
- 2010년 3월 "비켜줄께 / Blowin My Mind"
- 2010년 5월 Love Ballad / Never Forget
- 2010년 7월 Can't Stop Lovin' You
- 2010년 9월 "그대"
- 2013년 10월 Always Be There
- 2013년 12월 Thank Your Soul
- 2019년 9월 Right

## 정기 음악회
- 2015~2016년 4번째 전국 순회 공연 Soul 4 Real: 12월 (광주, 대구, 경기, 부산), 1월 (대전, 인천), 2월 (서울)
- 2010~2011년 3번째 전국 순회 공연 Soul Fever: 12월 (광주, 대구, 일산, 부산), 1월 (전주, 인천), 2월 (대전, 서울)[4]
- 2010년 2번째 전국 순회 공연 Soul Breeze: 5월 (서울, 부산), 6월 (대구)[5][6]
- 2007년 1번째 전국 순회 공연 Coexistence & Harmony: 12월 (부산, 대구, 서울)[7]
- 2007년 서울 공연 Life and Love Are the Same: 11월 3일 ~ 4일 연세대학교 노천 극장
- 2004년 서울 공연 Soul Mate: 9월 11일 ~ 12일 경희대학교 평화의 전당 (초대 손님: 다이나믹 듀오)

## 같이 보기
- 브라운 아이즈
- 브라운 아이드 걸스

## 수상

### 가요 프로그램 1위
| 연도            | 수상 내역 (총 1회)                                          |
| --------------- | ----------------------------------------------------------- |
| 2003년 (총 1회) | - 정말 사랑했을까 (총 1회) - 11월 15일 MBC 《음악캠프》 1위 |